# Rheotanytarsus rivulorum
Rheotanytarsus rivulorum är en tvåvingeart som först beskrevs av Jean-Jacques Kieffer och August Friedrich Thienemann 1908.  Rheotanytarsus rivulorum ingår i släktet Rheotanytarsus och familjen fjädermyggor.
Artens utbredningsområde är Tyskland. Inga underarter finns listade i Catalogue of Life.